# Edith Lassmann

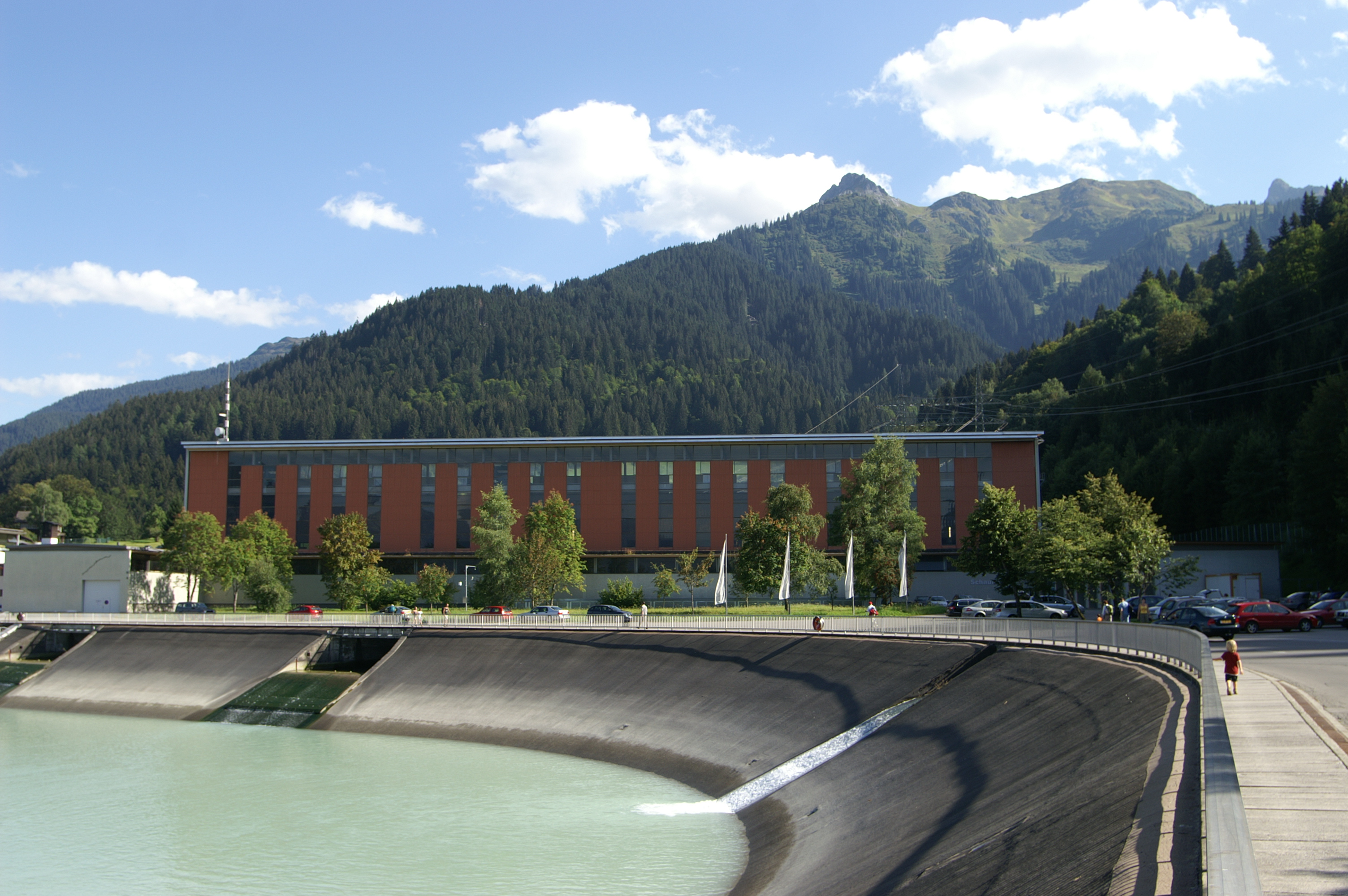
Pumpspeicher Latschau, dahinter: Lünerseewerk

Edith Lassmann (* 12. Februar 1920 in Ebenfurth in Niederösterreich als Edith Jurecka; † 20. Februar 2007 in Wien) war eine österreichische Architektin.

## Leben
Edith Jurecka besuchte in Wien Volksschule und Realschule, studierte Architektur an der Technischen Universität Wien und wurde 1941 mit 21 Jahren Diplomingenieurin. Ihr Vater war Bauingenieur und Wasserbautechniker, ihr Bruder studierte Architektur. Sie war von 1941 bis 1944 Hochschulassistentin bei Alfred Keller für Gebäudelehre und promovierte 1944 bei Karl Holey zum Doktor der Technischen Wissenschaften. Anfang 1945 heiratete sie den Arzt Lassmann und bekam 1947 und 1949 zwei Kinder, darunter Hans Lassmann, Hirnforscher und Hochschullehrer.

## Architektur
Von 1942 bis 1944 war Jurecka Mitarbeiterin im Atelier Alfred Keller; von 1945 bis 1948 im Atelier Hans Petermair beschäftigt. Haupttätigkeit war der Wiederaufbau nach dem Zweiten Weltkrieg, wie das Erzbischöfliche Churhaus am Stephansplatz, das Oberes Belvedere, die Pfarrkirche Gumpendorf, die Pfarrkirche Hernals. 1950 gewann sie den Wettbewerb für die Planung und Gestaltung der Sperrkrone der Limbergsperre und des Krafthauses Oberstufe des Tauernkraftwerks Kaprun.1952 erlangte sie die Befugnis zur Ziviltechnikerin und machte sich selbständig. Es folgten Aufträge für das Lünerseewerk der Vorarlberger Illwerke (1955) sowie Preise für das Donaukraftwerk Ybbs-Persenbeug (1960) und das Werk der Danubia-Petrochemie (1961). Ein besonderer Schwerpunkt ihres beruflichen Schaffens galt dem gemeinnützigen Wohnbau.

## Mitgliedschaften
- ab 1955: Jurorin bei Architekturwettbewerben[5]
- 1968–1972: Vorstandsmitglied im Landesverband der Akademikerinnen Österreichs
- 1954–1959 und 1983–1992 Kammerrat und Vorstandsmitglied der Architekten in der Ingenieurkammer für Wien, NÖ und Burgenland

## Entwürfe und Realisationen (Auswahl)
- 1946: Haus der berufstätigen Frau in Wien-Penzing Hadikgasse
- 1947–1952: Wohnungseigentumsanlage in Wien-15, Schwendergasse 57
- 1950: 3. Wettbewerbspreis: Gestaltung der Sperrenkrone und des Krafthauses Limberg[6]
- Um 1950:[7] Detailplanung und Bauleitung des Krafthauses Limberg in der Kraftwerksgruppe Kaprun[8]
- 1955: Planungen für das Lünerseewerk der Vorarlberger Illwerke[9]
- 1960–1970: Haus für berufstätige Mütter in Wien-Döbling, Bauernfeldgasse
- 1960: Erstes Pensionistenheim Sonnenhof als Versuchsbau der Stadt Wien in Wien-Donaustadt[10]
- 1960: 3. Wettbewerbspreis: Kraftwerk Ybbs-Persenbeug
- 1961: 1. Wettbewerbspreis: Danubia Petrochemie[11]
- 1963–1965: Pensionistenwohnhaus Föhrenhof in Wien-Hietzing, 1968–70: Zubau[12][13]
- 1969: 2. Wettbewerbspreis: Stadt des Kindes
- 1970: 1. Wettbewerbspreis: Kleingarten
- 1974–1977: Pensionistenwohnhaus Atzgersdorf in Wien-Liesing, erstmals mit Altenpflegestation[14]

## Filme
- Anita Lackenberger: 50 Jahre Staatsvertrag aus der Sicht der Frauen, Darstellung von 100 österreichischen Frauen, 2005.[16][17]